# 1637 год в России
Царствование: 1613—1645 — Михаила Фёдоровича

## События
- 10 февраля — рождение царской дочери Евдокии, девятого ребёнка и седьмой дочери царя; умерла в тот же день.
- 20 февраля — царский указ о повышении до 9 лет срока сыска беглых частновладельческих крестьян[1].
- 1637—1642 — Азовское сидение[2].
- Апрель — несколько тысяч донских и запорожских казаков атамана М.И. Татаринова с 4 пушками осадили Азов (турецкая крепость имела 11 башен и 200 орудий)[2].
  - 18 (28) июня — донские и запорожские казаки после 8-недельной осады взорвали стену и взяли штурмом турецкую крепость Азов; началось так называемое Азовское сидение — многолетняя оборона казаками крепости от турецко-татарских набегов; продлится до 17 мая 1642[2][1].
- Издание в Москве русского перевода книги фламандского картографа Г. Меркатора «Космография, сиречь всего света описание»[1].
- 1637—1644 — приезд сотен семей голландских мастеров (литейщиков; молотового, шпажного и ружейного дела; ствольников и замочников) для работы на тульских заводах с обязательством учить этому делу русских людей; большие издержки переезда оплачивали строители заводов Виниус, Пётр Марселис и его свёкор Акема[3].
- Запрещение служилым людям центральных районов России приобретать земли в южных уездах.
- Впервые в источниках упоминается Богдан Михайлович Хмельницкий, как войсковой писарь Запорожского войска[4].
- 1620—1637 — освящен вновь построенный Казанский собор в память об избавлении Москвы от польских интервентов. К собору ежегодно 22 октября (по ст.ст.) совершался крестный ход с участием царя и патриарха[5].
- 1637—1638 — сведения о достижениях землепроходца Елисея Бузы противоречивы: по одной версии он обнаружил кряж Чекановского, по другой — хребет Кулар и реки Омолой и Чондон[6].
- 1637—1638 — землепроходец Постник Иванов-Губарь первым перевалил через хребты Верхоянский и Черского, выйдя на верхнюю Индигирку[6].
- 1637—1638 — землепроходец Ребров И.И. отыскал устье Индигирки, обследовал нижнюю треть её течения и определил восточную границу Яно-Индигирской низменности (см. 1633 год)[6].
- 1637—1642 — скитания землепроходца Ерастова Ивана Родионовича привели к открытию Янского и Алазейского плоскогорий, реки Алазея и Колымской низменности[6].
- Пожалованы окольничеством: Вельяминов Николай Дмитриевич Обенеков[7].
- Местничество: 
  - Стряпчие, московские дворяне, жильцы и Вельяминов Иван Яковлевич[8].
  - Хитрово Семён Савельевич и Лодыженский Максим Савинович (1637-1638)[8].

## Города и поселения
- Строительство Земляного вала и деревянных укреплений вокруг Москвы[9].
- Белгородская засечная черта[10]:
  - Июнь—июль — стольником А.В. Бутурлиным построена крепость Короча, однако в сентябре её уже разрушили крымские татары (восстановлена на новом месте в 1638 году)[11].
  - Сентябрь — Новосиль выдержал осаду крымских татар под руководством нурадина Сафат-Гирея[12].
  - Со стороны Изюмского шляха построены города и включены в Белгородскую черту: Усерд, Яблонов, Ефремов[10].

- Стольником Безобразовым Тимофеем Никифоровичем выстроена деревянная крепость (острог) в г. Ефремов, для охраны южных рубежей от набегов крымских татар (см. 1660 год)[13].

## Руководители приказов
| Года      | Приказ              | Ф,И,О главы                  | Примечания  |
| --------- | ------------------- | ---------------------------- | ----------- |
| 1634-1638 | Судный приказ       | Пожарский Дмитрий Михайлович |             |
| 1622-1642 | Большой казны       | Черкасский Иван Борисович    | Боярин      |
| 1622-1642 | Иноземский приказ   | Черкасский Иван Борисович    | Боярин      |
| 1622-1642 | Стрелецкий приказ   | Черкасский Иван Борисович    | Боярин      |
| 1622-1637 | Аптекарский приказ  | Черкасский Иван Борисович    | Боярин      |
| 1630-1661 | Разрядный приказ    | Гавренёв Иван Афанасьевич    | Думный дьяк |
| 1636-1638 | Владимирский судный | Голицын Иван Андреевич       | Боярин      |
| 1637-1638 | Сыскной приказ      | Голицын Иван Андреевич       | Боярин      |
| 1637-1638 | Сбора ратных людей  | Голицын Иван Андреевич       | Боярин      |

## Воеводы[17]
| Года       | Город         | Ф,И,О воеводы                | Примечания                |
| ---------- | ------------- | ---------------------------- | ------------------------- |
| 11 августа | Алатырь       | Пушкин Иван Никитич          |                           |
| 1636-1637  | Алексин       | Колюбакин Максим Андреевич   |                           |
| 1636-1637  | Астрахань     | Волынский Фёдор Васильевич   |                           |
| 1636-1641  | Царёв-Борисов | Кокошкин Семён               | Приказной                 |
| 1636-1637  | Борисово      | Подкуянский Иван             | Из Переяславля-Залесского |
| 1636-1637  | Боровск       | Поливанов Юрий Войнович      |                           |
| 1636-1639  | Брянск        | Головин Иван Иванович        | Стольник                  |
| 1637       | Бежецк        | Замыцкий Степан Иванович     |                           |
| 1637-1641  | Бежецк        | Елецкий Василий Васильевич   |                           |
| 1634-1637  | Белгород      | Тургенев Афанасий Дмитриевич |                           |
| 1636-1638  | Белёв         | Вельяминов Степан Михайлович |                           |

## Родились
- Патриарх Адриан (2 [12] октября 1637, Москва — 16 [27] октября 1700, Москва) — патриарх Московский и всея Руси.
- Арсений (Костюрин) (15 февраля 1637 — 18 июля 1712) — епископ Русской православной церкви, архиепископ Воронежский и Елецкий.
- Менезий, Павел Гаврилович (1637, Шотландия — 1694) — шотландский дипломат и военный деятель на службе у царя Алексея Михайловича и его детей.

## Умерли
- Иосиф (Рутский) (1574 — 5 февраля 1637) — третий грекокатолический Митрополит Киевский, Галицкий и всея Руси.
- Пожарский, Роман Петрович (? — 1637) — князь, государственный и военный деятель.